# Експериментальне проєктування
Експериментальне проєктування — дослідне проєктування, спрямоване на вибір, попередню перевірку й виявлення нових, прогресивних рішень у галузі промислового, житлово-цивільного та сільськогосподарського будівництва, інженерного устаткування, технології виробництва тощо. Включає розробку проєктних пропозицій, проєктного завдання й техноробочого проєкту.
Експериментальне проєктування скорочує строки й знижує вартість будівництва, зменшує трудові витрати, поліпшує архітектурні й експлуатаційні якості споруд і будинків, сприяє підвищенню довговічності споруд та ін. Передує експериментальному будівництву. Спираючись у цілому на чинні нормативи, експериментальне проєктування на кілька років випереджає типові рішення й масове будівництво, а також передбачає, з метою обґрунтування поетапного вдосконалення Будівельних норм і правил, певні відхилення від нормативних вимог. Експериментальні проєкти з необхідними доробками впроваджують у масове будівництво як типові проєкти.